# Août 1986

## Événements
- 5 août :
  - Thaïlande : le général Prem Tinsulanonda dissout l’Assemblée nationale et organise de nouvelles élections. Son parti l’emporte mais, n’obtenant pas la majorité des voix, il doit reformer un gouvernement de coalition.
  -  : signature d’une convention entre le Viêt Nam et la France sur le rapatriement en France des soldats français morts au combat sur le sol vietnamien[1].
- 9 août : Queen se produit sur scène à Knebworth qui est, à ce jour, le dernier concert du groupe avec Freddie Mercury. C'est aussi le dernier concert de The Magic Tour, qui est la dernière tournée du groupe avec le chanteur.
- 10 août :
  - Formule 1 : le Brésilien Nelson Piquet (Williams-Honda) remporte le 1er Grand Prix de Hongrie de Formule 1 en s'imposant, sur le Hungaroring à Budapest, devant son compatriote Ayrton Senna (Lotus-Renault) et le Britannique Nigel Mansell (Williams-Honda).
  - France : Albert Maltret atterrit sur les Champs-Elysées (Paris) à bord d’un avion monomoteur[1].
- 11 août, Pologne : l’opposant politique Adam Michnik est gracié[1].
- 16 août, République dominicaine : réélection du président Joaquín Balaguer Ricardo[2].
- 17 août :
  - URSS : Mikhaïl Gorbatchev annonce la tenue d’un prochain sommet soviético-américain en vue de trouver un accord sur la fin des essais atomiques[1].
  - France : quatre activistes d’un groupuscule d’extrême-droite sont tués dans l’explosion d’une bombe qu’il s’apprêtaient à poser dans un quartier de Toulon[1].
  - France : fermeture  du Musée du Jeu de Paume à Paris[1].
  - Formule 1 : Alain Prost remporte Grand Prix d'Autriche.
- 21 août : un énorme volume de gaz CO2 s'échappe des eaux profondes du lac Nyos (Cameroun) et se déverse dans la vallée sur plus de 30 km tuant 1 800 personnes.
- 29 août : Le Roi du Maroc Hassan II rompt le traité d'union avec la Libye signé le 13 août 1984 à Oujda[2]
- 30 août :
  - États-Unis : un avion de ligne DC-9 de la compagnie Aeromexico en provenance de Guadalajara s’écrase à 45 km de Los Angeles faisant 51 morts[1].
  - France : le conseiller régional et adjoint au maire de La Seyne-sur-mer Daniel Perrin est abattu au volant de son véhicule par deux motards[1].
  - URSS : le paquebot soviétique Admiral Nakhimov entre en collision avec un cargo en mer Noire (836 survivants sur les 1234 passagers) [1].
- 31 août, Athlétisme : le Français Stéphane Caristan devient champion d’Europe du 110 mètres haies et établit un nouveau record en 13,2 secondes.

## Naissances
- 3 août : Charlotte Casiraghi, fille de la princesse Caroline de Monaco.
- 5 août : Paula Creamer, golfeuse américaine.
- 8 août : Charlotte Stokely, actrice pornographique américaine.
- 13 août : Angélique Quessandier, judokate française.
- 15 août : Rafael Motta, homme politique brésilien.
- 16 août : Shawn Pyfrom, acteur américain.
- 21 août : 
  - Usain Bolt, sprinteur jamaïcain.
  - Geovanny Vicente Romero, avocat, chroniqueur dominicain.
- 23 août : Romaric Perche, acteur français.
- 26 août : Cassie, chanteuse américaine de Rn'b.
- 29 août : Lea Michele, actrice, chanteuse et mannequin américaine.
- 31 août : Melanie Wright, nageuse australienne.

## Décès
- 1er août :
  - Carlo Confalonieri, cardinal italien de la Curie romaine (° 25 juillet 1893).
  - Emilio Fernández, cinéaste mexicain (° 26 mars 1904).
  - José María Vidal, footballeur espagnol (° 6 mai 1935).
- 10 août : Philippe de Scitivaux, aviateur français de la Seconde Guerre mondiale, compagnon de la Libération (° 8 août 1911).
- 19 août : Gérard Gasiorowski, photographe et peintre français (° 30 mars 1930).
- 26 août : Raymond Abellio, philosophe français (° 11 novembre 1907).
- 31 août : Henry Moore, sculpteur britannique (° 30 juillet 1898).